# Thumpstar
Thumpstar è un'azienda costruttrice di pitbikes fondata in Australia nel 2004 da Timothy Hunter, motociclista e venditore di moto.

## Storia
Hunter si è imbattuto in una pitbike nel 2003 ad una fiera commerciale. Ritenne di poter migliorarne il modello e di poter fabbricare le proprie pitbikes. Nell'Aprile del 2004, con l'aiuto di una compagnia taiwanese le moto Thumpstar iniziarono ad essere prodotte.

### I primi due anni
I primi modelli di Thumpstar furono lanciati sul mercato tra il 2004 ed il 2006. Questi erano il JNR 90cc, Super Hunge 110cc e la Pro Hunge 125cc. La Pro Hunge fu quella che ebbe più successo, con il suo telaio in lega certificato CNC TUV. Thumpstar è diventato un marchio di pitbikes rinomato, con vendite in tutto il mondo con che hanno superato i 45 milioni di dollari australiani solo nei primi 13 mesi di attività.

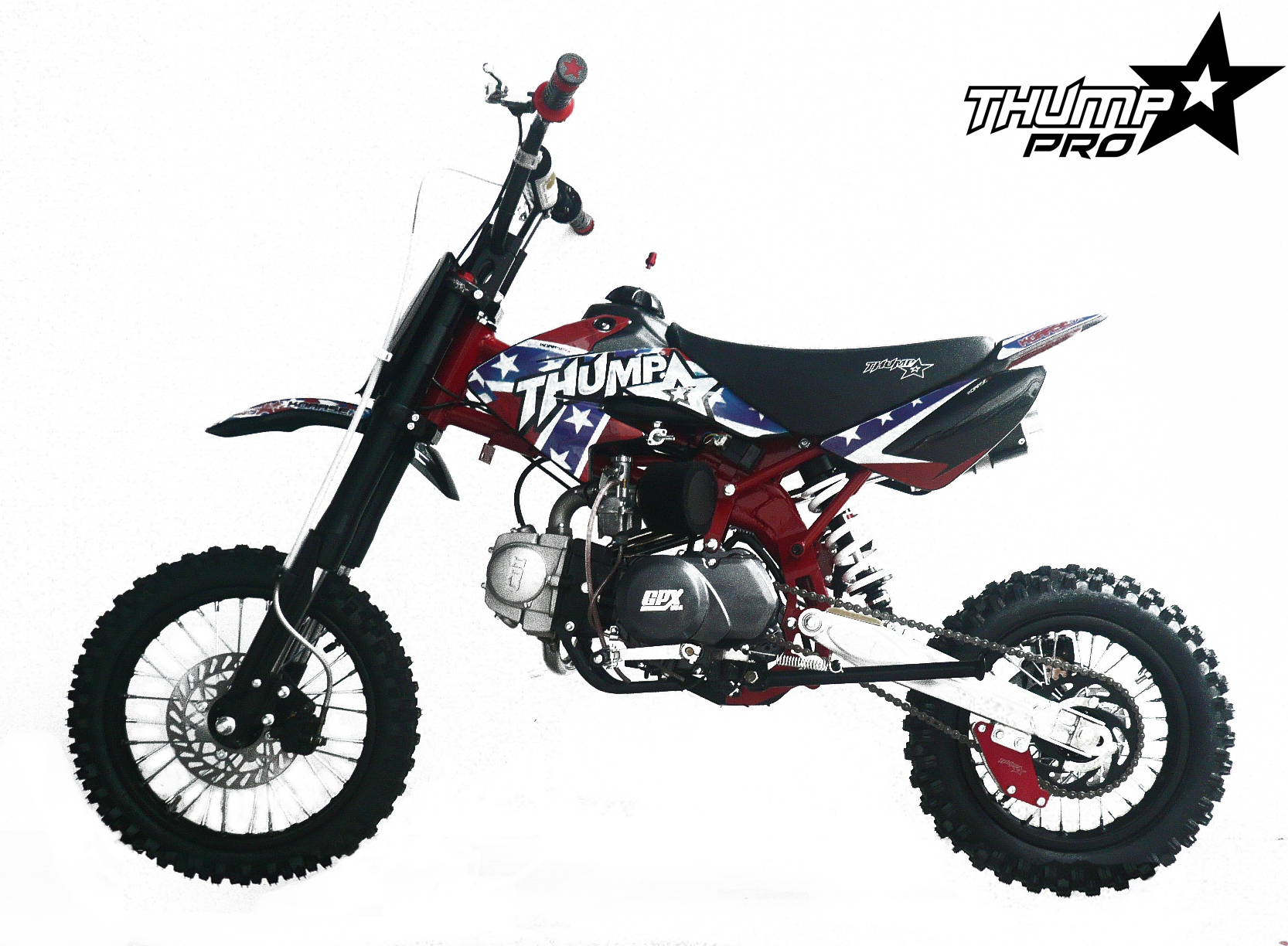
Una Thumpstar TSX 125 LE.

Nel corso del tempo altre compagnie iniziarono a vendere moto imitando il marchio Thumpstar, infrangendo i diritti legati al brevetto. Tali violazioni in seguito portarono Hunter a cedere la proprietà di Thumpstar.

### Terra Moto
Preso atto delle violazioni in corso, nel 2007 Hunter decise di cambiare il nome della ditta da Thumpstar a Terra Moto, assicurando così i diritti sulla proprietà intellettuale del marchio. Sfortunatamente, al contrario di Thumpstar i nuovi modelli non vendettero altrettanto bene e poco dopo la produzione venne interrotta.

### L'Industria Hornet
Nel 2011 le Hornet Industries Pty Ltd contattarono Hunter con l'intenzione di mettere di nuovo in produzione le Thumpstar. L'accordo, firmato il 10 Maggio 2012, prevedeva il rilancio dell'azienda con 3 nuovi modelli: il TSX 88cc, il TSX 125cc e il TSX 160cc. Dal 2013 Thumpstar ha iniziato a sviluppare delle motocross junior, lanciando i modelli da competizione TSB-C, TSX-C e TSR-C nel 2015. Thumpstar ha partecipato alla gara mondiale di mini moto a Las Vegas, con motociclisti quali Mike Brown, Dan Cartwright e Mike Leavitt.
Al 2015, Thumpstar produce sedici modelli dai 50 cm³ ai 250 cm³ e cinque varietà: la TSB (base), TSX (media), TSR (da corsa), TSK (kids) e la TSC (da competizione). Le moto sono progettate per i giovani, corse fuori strada, motocross e gare pitbike. Ad aprile 2015 Thumpstar ha scelto il Chartreuse come suo colore ufficiale.

### Miglioramenti
Nel 2016 l'upgrade ha riguardato la Pipe Bomb DW-1 Exhaust sui modelli TSX e TSR, così da ottenere prestazioni migliori.
La TSR 150 beneficia di ulteriori miglioramenti alle sospensioni, sellino, funzioni di controllo grazie al linkage di nuovo design, mentre la TSX 140 gode di nuovissime ruote di serie e un tubo di scappamento migliorato. La TSK 50 è stata totalmente riprogettata e creata per soddisfare al massimo le necessità dei babmbini, con una geometria ridotta, freni anteriori e posteriori sul manubrio e gomme rimovibili.